# Central & South Norfolk League
Central & South Norfolk League är en engelsk fotbollsliga baserad i Norfolk, grundad 1905. Den har fyra divisioner och toppdivisionen Division 1 ligger på nivå 18 i det engelska ligasystemet.
Ligan är en matarliga till Anglian Combination.

## Mästare
| Säsong  | Division 1        | Division 2          | Division 3              | Division 4          |
| ------- | ----------------- | ------------------- | ----------------------- | ------------------- |
| 2006/07 | Toftwood Utd      | Dereham Posties     | Thetford Athletic       | Cockers             |
| 2007/08 | Toftwood Utd      | Thetford Athletic   | Bunwell                 | Thetford Rovers Res |
| 2008/09 | Thetford Athletic | Dickleburgh         | Thetford Rovers Res     | Hethersett Athletic |
| 2009/10 | Dickleburgh       | Thetford Rovers Res | Bradenham Wanderers Res | Splitz United       |
| 2010/11 | Bridgham United   | Feltwell United     | Thurton & Ashby         | Diss Town FC 'A'    |

Källa: Central and South Norfolk Leagues webbplats